# شارلوت غير
شارلوت غير (بالإنجليزية: Charlotte Geer)‏ هي مجدفة أمريكية، ولدت في 13 نوفمبر 1957 في غرينيتش في الولايات المتحدة.

## وصلات خارجية
- شارلوت غير على موقع الاتحاد الدولي للتجديف (الإنجليزية)
- شارلوت غير على موقع اللجنة الأولمبية الدولية (الإنجليزية)
- شارلوت غير على موقع أوليمبيديا (الإنجليزية)